# Sparkasse Regen-Viechtach
Die Sparkasse Regen-Viechtach ist ein öffentlich-rechtliches Kreditinstitut mit Sitz in Regen in Bayern. Ihr Geschäftsgebiet ist der Landkreis Regen.

## Organisationsstruktur
Die Sparkasse Regen-Viechtach ist eine Anstalt des öffentlichen Rechts. Rechtsgrundlagen sind das Sparkassengesetz, die bayerische Sparkassenordnung und die durch den Träger der Sparkasse erlassene Satzung. Organe der Sparkasse sind der Vorstand und der Verwaltungsrat.

## Geschäftsausrichtung
Die Sparkasse Regen-Viechtach betreibt als Sparkasse das Universalbankgeschäft. Die Sparkasse Regen-Viechtach wies im Geschäftsjahr 2023 eine Bilanzsumme von 1,802 Mrd. Euro aus und verfügte über Kundeneinlagen von 1,333 Mrd. Euro. Gemäß der Sparkassenrangliste 2023 liegt sie nach Bilanzsumme auf Rang 251. Sie unterhält 23 Filialen/Selbstbedienungsstandorte und beschäftigt 254 Mitarbeiter.

## Sparkassen-Finanzgruppe
Die Sparkasse Regen-Viechtach ist Teil der Sparkassen-Finanzgruppe. Sie vertreibt daher z. B. Bausparverträge der LBS, offene Investmentfonds der Deka und vermittelt Versicherungen der Versicherungskammer Bayern. Die Funktion der Sparkassenzentralbank nimmt die Bayerische Landesbank wahr.